# Ievguenia Kolodko
Ievguenia Nikolaïevna Kolodko (russe : Евгения Николаевна Колодко), née le 2 juillet 1990 à Nerioungri, est une athlète russe spécialiste du lancer du poids.

## Carrière
Elle se distingue lors de la saison 2011 en se classant deuxième espoir de la Coupe d'Europe hivernale des lancers (17,65 m), puis en décrochant en juillet à Ostrava, la médaille d'or des Championnats d'Europe espoirs grâce à un jet à 18,87 m. Elle remporte dans la foulée à Tcheboksary son premier titre de championne de Russie en améliorant son record personnel avec 19,33 m, devançant notamment la championne d'Europe en salle 2011 Anna Avdeeva. Aux championnats du monde de Daegu, elle améliore son record personnel de 55 cm avec 19,78 m et termine ainsi 5e du concours du lancer du poids.
En 2012, lors des Jeux olympiques de Londres, elle prend dans un premier temps la médaille de bronze avec un lancer à 20,48 m (record personnel), derrière la Biélorusse Nadzeya Ostapchuk et la Néo-zélandaise Valerie Adams. Mais la Biélorusse sera disqualifiée quelques jours plus tard pour avoir été contrôlée positive à la méténolone durant la compétition, permettant à Yevgeniya Kolodko de grimper d'une marche sur le podium et de prendre la médaille d'argent. Cependant, elle a été contrôlée positive à la suite des réanalyses des échantillons. Elle est donc sommée de rendre sa médaille.

## Palmarès
| Date | Compétition                          | Lieu                  | Résultat | Marque  |
| ---- | ------------------------------------ | --------------------- | -------- | ------- |
| 2011 | Coupe d'Europe hivernale des lancers | Sofia                 | 2e       | 17,65 m |
| 2011 | Championnats d'Europe espoirs        | Ostrava               | 1re      | 18,87 m |
| 2011 | Championnats du monde                | Daegu                 | 4e       | 19,78 m |
| 2012 | Championnats du monde en salle       | Istanbul              | 6e       | 18,57 m |
| 2012 | Jeux olympiques                      | Londres               | —        | DQ      |
| 2013 | Championnats d'Europe en salle       | Göteborg              | —        | DQ      |
| 2013 | Coupe d'Europe hivernale des lancers | Castellón de la Plana | —        | DQ      |
| 2013 | Championnats du monde                | Moscou                | —        | DQ      |
| 2014 | Championnats du monde en salle       | Sopot                 | —        | DQ      |
| 2014 | Coupe d'Europe hivernale des lancers | Leiria                | —        | DQ      |
| 2014 | Championnats d'Europe                | Zurich                | —        | DQ      |

## Records
| Épreuve      | Performance | Lieu    | Date         |
| ------------ | ----------- | ------- | ------------ |
| En extérieur | 20,48 m     | Londres | 6 août 2012  |
| En salle     | 19,97 m     | Zurich  | 28 août 2013 |